# Завод синтетических масел и бензина (Найхоро)
Завод синтетических масел и бензина (Найхоро) — одно из ведущих предприятий губернаторства Карафуто и Сахалинской области в XX веке, в течение 60 лет завод являлся ведущим предприятием города Найхоро, губернаторства Карафуто

## История
В начале 1930-х годов Японское правительство поставило вопросы о получении жидкого искусственного топлива из угля. Научно-исследовательским институтом топлива в Министерстве промышленности и торговли, было обнаружено, что уголь предназначен для производства искусственного топлива.
В 1934 году открытое акционерное общество (ОАО) «Минами Карафуто» начало строительство при шахте «Найхоро», которая была открыта в 1929 году, предприятия по производству топлива из угля, а также его сухой перегонки. В 1935 году предприятие было введено в эксплуатацию и начало свою деятельность.
Предприятие было оснащено несколькими немецкими печами компании «Лурги». В день печи могли сжигать до 165 тонн угля. Ежегодно завод мог перерабатывать до 100 тысяч тонн угля и производить из него топливо. На тот момент предприятие было мощнейшим в губернаторстве. На перегонке угля завод мог выдавать 50 тысяч тонн полукокса, 7500 тонн тяжелых масел, 5000 тонн мазута, 900 тонн бензина, 6000 тонн парафина. Вскоре, было построено несколько производственных цехов по производству синтетических масел. На заводе была построена станция для получения водорода из водяного газа. Построились цеха по производству первоклассных масел путём добавления водорода в дёготь. Путём химического синтеза предприятие выпускало ценную продукцию: ментол, формалин, беркулит  и специальные краски.

На протяжении многих лет производительность предприятия растёт с каждым годом.
После перехода предприятия под советский контроль, японцам удалось совершить ряд диверсий. Некоторые производства на предприятии были закрыты. Несмотря на закрытие некоторых цехов, с начала перехода в Советский Союз, предприятие функционировало стабильно. В советские времена в городе начали стабильно функционировать и действовать другие предприятия. С каждыми годами предприятие медленно умирало. В начале 1960-х годов завод получил название «Завод № 22». По одной из версий, завод получил такое название из-за производства, так как на заводе производилось 22 наименований продукции. Одно из производств действовавших стабильно был цех по формовки шлакоблоков. Далее территория японского завода перешла под действие завода железобетонных изделий. Производство ЖБИ действовало до 1990-х годов.
С Распадом СССР в середине 1990-х годов предприятие окончательно прекратило свою деятельность и было ликвидировано. Сейчас остались только фундаменты и остовы зданий.